# Karen Bethzabe
Karen Bethzabe (Mazatlán) is een Mexicaans actrice. Ze speelde in diverse films en series, waaronder Death and Cremation, Fear the Walking Dead en Babylon.

## Filmografie

### Film
- 2008: Reward, als Rosa
- 2009: Murderabilia, als Louisa
- 2010: Death and Cremation, als Maria
- 2014: Sleeping with the Dead, als Karen Fuentes
- 2016: Listen, als Rosa Ramirez
- 2022: Babylon, als Silvia Torres
- 2024: A Day for Driving, als Sydney (stemrol)

### Televisie
- 2007: Secretos, als Camila Rodriquez
- 2011: CSI: Crime Scene Investigation, als Paulette Vasquez
- 2014: Dead Men the Series, als Lady Walters
- 2015: Switched at Birth, als Eufemia Garcia
- 2016-2017: Fear the Walking Dead, als Elena Reyes
- 2023: Casa Grande, als Natalia Cortez